# General Obligado
General Obligado es una localidad argentina situada en el departamento Libertad, en el sudeste de la provincia del Chaco. Depende administrativamente del municipio de Puerto Tirol, de cuyo centro urbano dista unos 40 km.
Se formó sobre una de las primeras estaciones ferroviarias del Chaco, en las vías del Ferrocarril Provincial de Santa Fe. Luego se convirtió en un cruce de ferrocarril al realizarse un tramo de vías entre esta localidad y Lapachito.

## Vías de comunicación
La principal vía de comunicación es la ruta provincial 2, que la comunica al este con Puerto Tirol, y al norte con Lapachito.
Cuenta con la estación General Obligado. Las vías del Ferrocarril General Belgrano son recorridas por un servicio interprovincial diario de SOFSE, que recorre desde la ciudad de Resistencia hasta la localidad santafesina de Los Amores.

## Población
Cuenta con 31 habitantes (Indec, 2010), lo que representa un leve incremento del 3% frente a los 30 habitantes (Indec, 2001) del censo anterior.
| Gráfica de evolución demográfica de General Obligado entre 1991 y 2010 |
|                                                                        |
| Fuente: Censos nacionales del INDEC                                    |